# Johann Helffrich

Darstellung der Sphinx in Helffrichs Buch

Johann Helffrich (* im 16. Jahrhundert) war ein deutscher Orientreisender und Schriftsteller.
Der Leipziger Bürger Helffrich bereiste in den Jahren 1565 und 1566 Palästina, Alexandrien, Ägypten und die Sinai-Halbinsel. Er hielt seine Erlebnisse und Beobachtungen in einem Reisetagebuch fest, das 1579 unter dem Titel Kurtzer vnd warhafftiger Bericht, Von der Reyß aus Venedig nach Hierusalem, Von dannen inn Aegypten, auff den Berg Sinai, Alcair, Alexandria, und folgends widerumb gen Venedig veröffentlicht wurde. Das Buch sah in den folgenden Jahrzehnten mehrere Neuauflagen in verschiedenen europäischen Ländern.

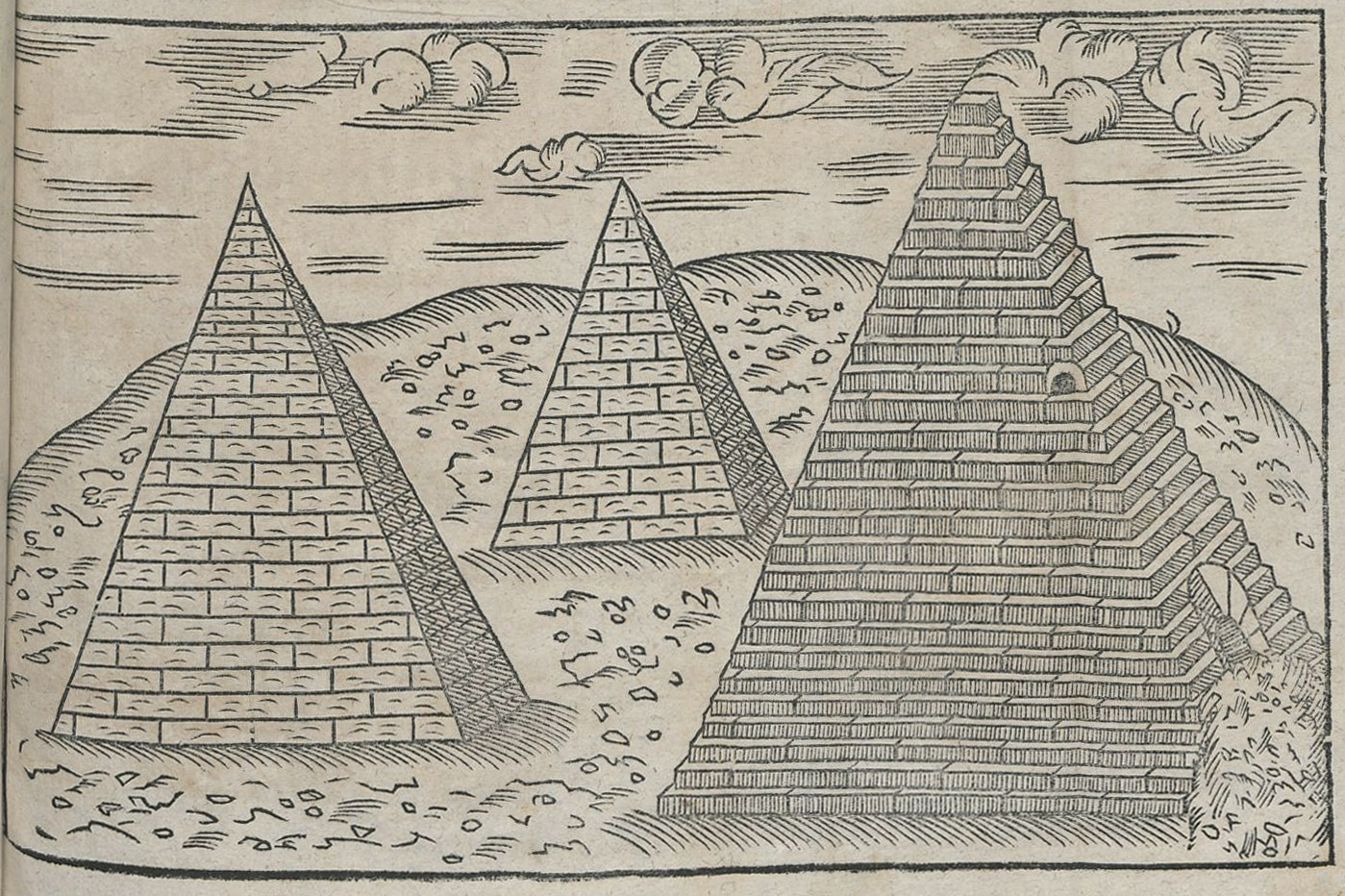
Darstellung der Pyramiden von Gizeh in Helffrichs Buch

Helffrich kommt besondere Bedeutung zu, da er als einer der ersten Europäer die historischen Stätten der bereisten Gebiete mit großem Interesse besichtigte und schilderte. Unter anderem sah er die Große Sphinx von Gizeh, die Pyramiden und erkundete das Innere der Cheops-Pyramide.
Seine Wiedergabe und Auslegung des Gesehenen sind oftmals fehlerhaft und von Irrtümern geprägt; beispielsweise behauptete er, die Große Sphinx von Gizeh sei hohl und aus ihrem Inneren hätten Priester zum Volk gesprochen; oder er vermutete, dass der Sarkophag in der Grabkammer der Cheops-Pyramide aus Metallguss sei. Dennoch ist seine Reisebeschreibung bedeutsam, da sie dazu beitrug, im Europa der Renaissance das Interesse an den Altertümern und der Geschichte Ägyptens zu wecken.

## Werke
- Kurtzer und warhafftiger Bericht, Von der Reis aus Venedig nach Hierusalem, 1579, Digitalisat